# Chahār Ḩadd
Chahār Ḩadd (persiska: چهار حد, چار حَدّ, چَهار حَد, چارهات, چَهار هات) är en ort i Iran.   Den ligger i provinsen Markazi, i den nordvästra delen av landet, 170 km väster om huvudstaden Teheran. Chahār Ḩadd ligger 2 299 meter över havet och antalet invånare är 193.
Terrängen runt Chahār Ḩadd är kuperad. Runt Chahār Ḩadd är det ganska glesbefolkat, med 27 invånare per kvadratkilometer. Närmaste större samhälle är Estalaj, 11,7 km norr om Chahār Ḩadd. Trakten runt Chahār Ḩadd består i huvudsak av gräsmarker.